# Кастело ди Чинтоја (Фиренца)
Кастело ди Чинтоја је насеље у Италији у округу Фиренца, региону Тоскана.
Према процени из 2011. у насељу је живело 26 становника. Насеље се налази на надморској висини од 403 м.